# Molde Fotballklubb 2008
Questa voce raccoglie le informazioni riguardanti il Molde Fotballklubb nelle competizioni ufficiali della stagione 2008.

## Stagione
Il Molde chiuse il campionato al 9º posto finale, raggiungendo così la salvezza. L'avventura nella Coppa di Norvegia 2008 si chiuse invece in semifinale, con l'eliminazione per mano dello Stabæk. Il calciatore più utilizzato in stagione fu Kristoffer Paulsen Vatshaug, con 32 presenze (di cui 26 in campionato e 6 in coppa), mentre il miglior marcatore fu José Mota, con le sue 15 reti (12 in campionato e 3 in coppa).

## Maglie e sponsor
Lo sponsor tecnico per la stagione 2008 fu Umbro, mentre lo sponsor ufficiale fu Sparebanken Møre. La divisa casalinga era composta da una maglietta blu con inserti bianchi, pantaloncini e calzettoni bianchi. Quella da trasferta era invece completamente bianca, con inserti blu.
| Casa | Trasferta |

## Rosa
| N. |                        | Ruolo | Calciatore                  |
| -- | ---------------------- | ----- | --------------------------- |
| 1  | Norvegia (bandiera)    | P     | Knut Dørum Lillebakk        |
| 2  | Norvegia (bandiera)    | D     | Kristoffer Paulsen Vatshaug |
| 3  | Svezia (bandiera)      | D     | Marcus Andreasson           |
| 4  | Norvegia (bandiera)    | C     | Thomas Holm                 |
| 5  | Norvegia (bandiera)    | D     | Øyvind Gjerde               |
| 6  | Norvegia (bandiera)    | C     | Daniel Berg Hestad          |
| 7  | Norvegia (bandiera)    | C     | Thomas Mork                 |
| 8  | Finlandia (bandiera)   | C     | Toni Koskela                |
| 9  | Svezia (bandiera)      | A     | Mattias Moström             |
| 10 | Norvegia (bandiera)    | C     | Magne Hoseth                |
| 13 | Stati Uniti (bandiera) | A     | Brian Waltrip               |
| 14 | Norvegia (bandiera)    | D     | Christian Steen             |
| 15 | Norvegia (bandiera)    | C     | Aksel Berget Skjølsvik      |
| 16 | Norvegia (bandiera)    | D     | Fredrik Samdal Solberg      |

| N. |                     | Ruolo | Calciatore              |
| -- | ------------------- | ----- | ----------------------- |
| 18 | Brasile (bandiera)  | D     | Valter Tomaz Junior     |
| 19 | Brasile (bandiera)  | A     | José Mota               |
| 20 | Norvegia (bandiera) | C     | Rune Ertsås             |
| 21 | Tunisia (bandiera)  | C     | Souhaib El Amari        |
| 22 | Norvegia (bandiera) | P     | Jan Kjell Larsen        |
| 23 | Norvegia (bandiera) | D     | Knut Olav Rindarøy      |
| 24 | Norvegia (bandiera) | D     | Vegard Forren           |
| 26 | Norvegia (bandiera) | C     | Ronny Fredriksen        |
| 27 | Norvegia (bandiera) | C     | Kristoffer Hildrestrand |
| 29 | Burundi (bandiera)  | A     | Selemani Ndikumana      |
| 30 | Norvegia (bandiera) | P     | Elias Valderhaug        |
| 32 | Senegal (bandiera)  | A     | Mame Biram Diouf        |
| 34 | Norvegia (bandiera) | C     | Kristian Strandhagen    |
| 42 | Senegal (bandiera)  | A     | Pape Paté Diouf         |

## Calciomercato

### Sessione invernale(dal 01/01 al 31/03)
| Acquisti | Acquisti                    | Acquisti   | Acquisti   |
| R.       | Nome                        | da         | Modalità   |
| -------- | --------------------------- | ---------- | ---------- |
| D        | Christian Steen             | Tromsø     | definitivo |
| D        | Kristoffer Paulsen Vatshaug | svincolato |            |
| C        | Thomas Holm                 | Vålerenga  | definitivo |
| A        | José Mota                   | Aalborg    | prestito   |
| A        | Selemani Ndikumana          | Simba      | definitivo |
| A        | Brian Waltrip               | Sogndal    | definitivo |

| Cessioni | Cessioni                  | Cessioni   | Cessioni   |
| R.       | Nome                      | a          | Modalità   |
| -------- | ------------------------- | ---------- | ---------- |
| D        | Petter Christian Singsaas |            | svincolato |
| C        | Christian Gauseth         |            | svincolato |
| C        | Marel Baldvinsson         | Breiðablik | definitivo |
| A        | Madiou Konate             | Hønefoss   | definitivo |

### Sessione estiva(dal 01/08 al 31/08)
| Acquisti | Acquisti | Acquisti | Acquisti |
| R.       | Nome     | da       | Modalità |
| -------- | -------- | -------- | -------- |

| Cessioni | Cessioni | Cessioni | Cessioni |
| R.       | Nome     | a        | Modalità |
| -------- | -------- | -------- | -------- |

## Risultati

### Eliteserien

#### Girone di andata
| Molde 30 marzo 2008, ore 18:00 1ª giornata | Molde             | 0 – 0 referto | Stabæk | Aker Stadion (7.367 spett.)\| Arbitro: \| Edvartsen (Hamar) \| |
| Arbitro:                                   | Edvartsen (Hamar) |               |        |                                                                |

| Arbitro: | Hagen (Grue) |

|                      |           |                   |
| Elyounoussi 70’, 84’ | Marcatori | 76’ (rig.) Hoseth |

| Molde 13 aprile 2008, ore 18:00 3ª giornata | Molde          | 0 – 0 referto | Tromsø | Aker Stadion (7.375 spett.)\| Arbitro: \| Sælen (Bergen) \| |
| Arbitro:                                    | Sælen (Bergen) |               |        |                                                             |

| Arbitro: | Alseth (Stjørdal) |

|            |           |          |
| Occean 25’ | Marcatori | 52’ Mota |

| Molde 27 aprile 2008, ore 18:00 5ª giornata | Molde                | 0 – 0 referto | Strømsgodset | Aker Stadion (7.179 spett.)\| Arbitro: \| Skjerven (Kaupanger) \| |
| Arbitro:                                    | Skjerven (Kaupanger) |               |              |                                                                   |

| Arbitro: | Ditlefsen |

|                   |           |                      |
| Fredheim Holm 57’ | Marcatori | 14’, 22’ Berg Hestad |

| Arbitro: | Hagen (Grue) |

|               |           |                            |
| Mota 74’, 85’ | Marcatori | 77’, 89’ Fillo 83’ Velička |

| Arbitro: | Skjerven (Kaupanger) |

|            |           |                        |
| Gjerde 23’ | Marcatori | 54’ Iversen 83’ Strand |

| Arbitro: | Alseth (Stjørdal) |

|                                     |           |                                          |
| Sigurðsson 21’ Moen 49’ Helstad 50’ | Marcatori | 5’, 56’ M. Diouf 71’ Hoseth 86’ P. Diouf |

| Arbitro: | Sælen (Bergen) |

|  |           |               |
|  | Marcatori | 47’ Bjarnason |

| Arbitro: | Skjerven (Kaupanger) |

|          |           |              |
| Parr 40’ | Marcatori | 56’ M. Diouf |

| Arbitro: | Johnsen |

|                       |           |  |
| M. Diouf 25’ Mota 74’ | Marcatori |  |

| Arbitro: | Hagen (Grue) |

|                        |           |                     |
| Sti. Johansen 51’, 54’ | Marcatori | 26’ Hoseth 73’ Mota |

#### Girone di ritorno
| Arbitro: | Staberg |

|                                                 |           |                |
| Mota 45’, 76’ Berg Hestad 49’, 64’ M. Diouf 61’ | Marcatori | 13’ Abdellaoue |

| Arbitro: | Hauge (Bergen) |

|                                    |           |  |
| Winsnes 48’, 78’ Sørum 54’ Ohr 85’ | Marcatori |  |

| Molde 4 agosto 2008, ore 19:00 16ª giornata | Molde           | 0 – 0 referto | Aalesund | Aker Stadion (11.011 spett.)\| Arbitro: \| Berntsen (Vang) \| |
| Arbitro:                                    | Berntsen (Vang) |               |          |                                                               |

| Arbitro: | Sandmoen |

|                              |           |            |
| Iversen 10’ Berisha 52’, 54’ | Marcatori | 84’ Ertsås |

| Arbitro: | Hauge (Bergen) |

|            |           |                           |
| Gjerde 74’ | Marcatori | 7’ Bjarnason 48’ Sørensen |

| Arbitro: | Øvrebø (Oslo) |

|                                   |           |                                           |
| Niang 31’ Stokholm 49’ Gaarde 61’ | Marcatori | 30’ (aut.) Niang 44’ Moström 90’ M. Diouf |

| Arbitro: | Ditlefsen |

|               |           |                       |
| Skjølsvik 65’ | Marcatori | 32’ (aut.) Andreasson |

| Arbitro: | Olsen (Kristiansand) |

|            |           |                                               |
| Pratto 77’ | Marcatori | 14’ Skjølsvik 29’ (rig.) Koskela 68’ M. Diouf |

| Arbitro: | Hagen (Grue) |

|                                                |           |  |
| Andersson 34’ Nannskog 38’, 79’ Gunnarsson 68’ | Marcatori |  |

| Arbitro: | Moen (Haugesund) |

|                         |           |                     |
| Mota 50’, 72’ Steen 86’ | Marcatori | 25’ Moen 27’ Austin |

| Arbitro: | Hauge (Bergen) |

|                                                         |           |                                 |
| Rushfeldt 39’, 60’ Berg Hestad 54’ (aut.) Moldskred 66’ | Marcatori | 25’, 57’, 73’ P. Diouf 87’ Mota |

| Arbitro: | Alseth (Stjørdal) |

|         |           |                   |
| Mota 6’ | Marcatori | 82’, 88’ Tegström |

| Arbitro: | Staberg |

|  |           |          |
|  | Marcatori | 27’ Mota |

### Coppa di Norvegia
| Arbitro: | Kringstad |

|  |           |                                                                        |
|  | Marcatori | 15’ Mota 20’ Skjølsvik 45’ Steen 75’ Waltrip 78’ M. Diouf 90’ Vatshaug |

| Arbitro: | Krokdal |

|         |                      |         |
| Bye 83’ | Marcatori            | 4’ Mota |
|         | Tiri di rigore 2 – 4 |         |

| Arbitro: | Sandmoen |

|                       |           |            |
| Gjerde 5’ Hoseth 120’ | Marcatori | 14’ Bright |

| Arbitro: | Berntsen (Vang) |

|                                                                     |           |  |
| Mota 5’ M. Diouf 14’, 52’, 55’ Hoseth 33’, 53’, 86’ Berg Hestad 63’ | Marcatori |  |

| Oslo 15 agosto 2008, ore 19:00 Quarti di finale                                   | Lyn Oslo  | 1 – 3 (d.t.s.) referto                | Molde | Bislett Stadion (2.750 spett.) |
| \| \| \| \| \| Angan 98’ \| Marcatori \| 100’ P. Diouf 104’ Forren 119’ Hoseth \| |           |                                       |       |                                |
|                                                                                   |           |                                       |       |                                |
| Angan 98’                                                                         | Marcatori | 100’ P. Diouf 104’ Forren 119’ Hoseth |       |                                |

| Bærum 24 settembre 2008, ore 19:00 Semifinale                    | Stabæk    | 3 – 0 referto | Molde | Telenor Arena |
| \| \| \| \| \| Nannskog 39’, 90’ Farnerud 76’ \| Marcatori \| \| |           |               |       |               |
|                                                                  |           |               |       |               |
| Nannskog 39’, 90’ Farnerud 76’                                   | Marcatori |               |       |               |

## Statistiche

### Statistiche di squadra
| Competizione      | Punti | In casa | In casa | In casa | In casa | In casa | In casa | In trasferta | In trasferta | In trasferta | In trasferta | In trasferta | In trasferta | Totale | Totale | Totale | Totale | Totale | Totale | DR  |
| Competizione      | Punti | G       | V       | N       | P       | Gf      | Gs      | G            | V            | N            | P            | Gf           | Gs           | G      | V      | N      | P      | Gf     | Gs     | DR  |
| ----------------- | ----- | ------- | ------- | ------- | ------- | ------- | ------- | ------------ | ------------ | ------------ | ------------ | ------------ | ------------ | ------ | ------ | ------ | ------ | ------ | ------ | --- |
| Eliteserien       | 31    | 13      | 3       | 5       | 5       | 16      | 14      | 13           | 4            | 5            | 4            | 23           | 29           | 26     | 7      | 10     | 9      | 39     | 43     | -4  |
| Coppa di Norvegia | -     | 2       | 2       | 0       | 0       | 10      | 1       | 4            | 2            | 1            | 1            | 10           | 5            | 6      | 4      | 1      | 1      | 20     | 6      | +14 |
| Totale            | -     | 15      | 5       | 5       | 5       | 26      | 15      | 17           | 6            | 6            | 5            | 33           | 34           | 32     | 11     | 11     | 10     | 59     | 49     | +10 |

### Statistiche dei giocatori
| Giocatore       | Eliteserien | Eliteserien | Eliteserien | Eliteserien | Coppa di Norvegia | Coppa di Norvegia | Coppa di Norvegia | Coppa di Norvegia | Totale   | Totale | Totale      | Totale     |
| Giocatore       | Presenze    | Reti        | Ammonizioni | Espulsioni  | Presenze          | Reti              | Ammonizioni       | Espulsioni        | Presenze | Reti   | Ammonizioni | Espulsioni |
| --------------- | ----------- | ----------- | ----------- | ----------- | ----------------- | ----------------- | ----------------- | ----------------- | -------- | ------ | ----------- | ---------- |
| M. Andreasson   | 8           | 0           | 1           | 0           | 1                 | 0                 | 0                 | 0                 | 9        | 0      | 1           | 0          |
| M. Diouf        | 23          | 7           | 1           | 1           | 6                 | 4                 | 1                 | 0                 | 29       | 11     | 2           | 1          |
| P. Diouf        | 21          | 4           | 4           | 1           | 3                 | 1                 | 0                 | 1                 | 24       | 5      | 4           | 2          |
| S. El Amari     | 1           | 0           | 0           | 0           | 0                 | 0                 | 0                 | 0                 | 1        | 0      | 0           | 0          |
| R. Ertsås       | 16          | 1           | 1           | 0           | 3                 | 0                 | 0                 | 0                 | 19       | 1      | 1           | 0          |
| V. Forren       | 25          | 0           | 2           | 1           | 5                 | 1                 | 0                 | 0                 | 30       | 1      | 2           | 1          |
| R. Fredriksen   | 0           | 0           | 0           | 0           | 1                 | 0                 | 0                 | 0                 | 1        | 0      | 0           | 0          |
| Ø. Gjerde       | 22          | 2           | 1           | 0           | 5                 | 1                 | 0                 | 0                 | 27       | 3      | 1           | 0          |
| D. Hestad       | 25          | 4           | 3           | 0           | 6                 | 1                 | 0                 | 0                 | 31       | 5      | 3           | 0          |
| K. Hildrestrand | 0           | 0           | 0           | 0           | 1                 | 0                 | 0                 | 0                 | 1        | 0      | 0           | 0          |
| T. Holm         | 18          | 0           | 4           | 0           | 2                 | 0                 | 1                 | 0                 | 20       | 0      | 5           | 0          |
| M. Hoseth       | 21          | 3           | 4           | 1           | 5                 | 5                 | 0                 | 0                 | 26       | 8      | 4           | 1          |
| T. Koskela      | 24          | 1           | 3           | 0           | 5                 | 0                 | 1                 | 0                 | 29       | 1      | 4           | 0          |
| J. Larsen       | 26          | 0           | 0           | 0           | 4                 | 0                 | 0                 | 0                 | 30       | 0      | 0           | 0          |
| K. Lillebakk    | 0           | 0           | 0           | 0           | 3                 | 0                 | 0                 | 0                 | 3        | 0      | 0           | 0          |
| T. Mork         | 3           | 0           | 0           | 0           | 2                 | 0                 | 0                 | 0                 | 5        | 0      | 0           | 0          |
| M. Moström      | 18          | 1           | 0           | 0           | 2                 | 0                 | 0                 | 0                 | 20       | 1      | 0           | 0          |
| J. Mota         | 25          | 12          | 2           | 0           | 6                 | 3                 | 0                 | 0                 | 31       | 15     | 2           | 0          |
| S. Ndikumana    | 1           | 0           | 0           | 0           | 1                 | 0                 | 0                 | 0                 | 2        | 0      | 0           | 0          |
| K. Rindarøy     | 23          | 0           | 2           | 0           | 4                 | 0                 | 1                 | 0                 | 27       | 0      | 3           | 0          |
| A. Skjølsvik    | 12          | 2           | 2           | 0           | 4                 | 1                 | 0                 | 0                 | 16       | 3      | 2           | 0          |
| F. Solberg      | 0           | 0           | 0           | 0           | 0                 | 0                 | 0                 | 0                 | 0        | 0      | 0           | 0          |
| C. Steen        | 10          | 1           | 0           | 0           | 3                 | 1                 | 0                 | 0                 | 13       | 2      | 0           | 0          |
| K. Strandhagen  | 0           | 0           | 0           | 0           | 0                 | 0                 | 0                 | 0                 | 0        | 0      | 0           | 0          |
| V. Tomaz Junior | 2           | 0           | 1           | 0           | 3                 | 0                 | 0                 | 0                 | 5        | 0      | 1           | 0          |
| E. Valderhaug   | 0           | 0           | 0           | 0           | 0                 | 0                 | 0                 | 0                 | 0        | 0      | 0           | 0          |
| K. Vatshaug     | 26          | 0           | 2           | 0           | 6                 | 1                 | 0                 | 0                 | 32       | 1      | 2           | 0          |
| B. Waltrip      | 11          | 0           | 0           | 0           | 3                 | 1                 | 0                 | 0                 | 14       | 1      | 0           | 0          |